# G.F. Imbert
Germain Antoine Agricol Fuzet, dit G.F. Imbert, est un musicien et compositeur français né le 1er janvier 1812 à Avignon et mort dans la même ville le 9 septembre 1886.

## Catalogue des œuvres
1. (Li) Nouvé de J. Roumanille[3]
2. Air bouffe del Maestro Antonio Gazzi, pour basse chantante
3. Bergers, laissons la garde  (L'Ouest - Eclair - 19 décembre 1937 -Scaër)
4. Cantadisso a Petrarco  1874 - F.607.n.(10.)
5. Cantiques à Marie (5) paroles de J. Roumanille, pour chœur, solos et harmonium. Ed. Fleury (1856)
6. Douze  Noëls (1885) - F.363.g.(8.)
7. Douze  Noëls pour 3 voix égales
8. Haec Dies (chant pour le jour de Pâques)
9. Huit Noëls à l'Enfant Jésus – Veillées provençales, paroles de l'abbé E. Gonnet, dédié à l'abbé Carronel
10. Idem  - Clément VI
11. Idem  - Grégoire XI
12. Idem  - Innocent VI
13. Idem  - Jean XXII
14. Commémoration des morts - Introït (chœur à 3 voix égales + orgue)
15. La Mission de Jeanne d’Arc (Oratorio)
16. La Papauté à Avignon - Clément V (exercice littéraire et musical)
17. La proucessioun de l'Immaculado : nouvé (Auguste Boudin - 1859)
18. La Vallée de Gallas (instrum.- rêverie vauclusienne)
19. Le Défilé du Chêne-Vert (fanfare)
20. Le Florentin (opéra comique)
21. Le poltron ou la maison hantée (comédie e(n 3 actes)
22. Mélodie à Mgr Hasley
23. Messe (à 3 voix + orchestre)
24. Messe Sainte Cécile (4 voix+orchestre+orgue ad l.)
25. Monsieur Boniface (comédie en 3 actes)
26. Naples (trilogie instrumentale pour orchestre - poème symphonique)1882
27. Pastorale de Noël en 3 tableaux - Bethléem (6 voix-chœur-orchestre) paroles de l'abbé F. Mounier
28. Petite Messe (à 2 voix de femmes + orgue)
29. Providence (1874) - H.1777.g.(5.)
30. Ptolémaïs - opéra  en trois actes, paroles de Joudou (rédacteur du journal Mémorial de Vaucluse) (article Mémorial d'Aix, 1er avril 1855)
31. Quatuor pour 2 violons, alto, basse)
32. Requiem (à 3 voix)[4]
33. Saint - Bénézet (exercice littéraire et musical)
34. Salutaris 1882 - G.990.
35. Sérénade, chant du ménestrel (1874)- H.1777.g.(4.)
36. Six cantiques pour le mois de Marie - paroles de l'abbé E. Gonnet - dédié à l'abbé Bonnet.
37. Stabat Mater (4 voix solo, chœur, grand orgue)[4]
38. Stabat Mater (4 voix, chœur, orchestre )1830
39. Treize Noëls pour 3  voix égales
40. Veni, Sancte Spiritus (Pentecôte,4 voix inégales.,orgue)
41. Vexilla Regis (hymne 4 voix, chœur, orchestre)
42. Victimae Paschali (prose jour de Pâques-4v.+orch.)